# هامازاسپ دانیلیان
هامازاسپ گریگروی دانیلیان (ارمنی: Համազասպ Գրիգորի Դանիելյան؛ زادهٔ ۱۵ نوامبر ۱۹۸۴) یک دانشمند علوم سیاسی، استاد دانشگاه، فعال و سیاستمدار اهل ارمنستان است که از تاریخ ۲۰۱۹ تا تاریخ ۲۰۱ سمت نمایندگی دوره هفتم مجلس ملی جمهوری ارمنستان را برعهده داشت.

## زندگی‌نامه
وی در  ۱۵ نوامبر ۱۹۸۴ در ایروان به دنیا آمد و از دانشگاه دولتی ایروان فارغ‌التحصیل شد. 